# Bell Helicopter Textron
Bell Helicopter Textron er en amerikansk producent af helikoptere og tiltrotor luftfartøjer med hovedkvarter i Fort Worth, Texas. Selskabet blev grundlagt som Bell Aircraft Corporation af Lawrence Bell i 1935. I 1960 blev Bell Aircraft Corporation opkøbt af koncernen Textron, og selskabet blev omorganiseret som en afdeling under først navnet Bell Helicopter Company og siden i januar 1976 Bell Helicopter Textron.
De står bl.a. bag den succesfulde kamphelikopter Bell AH-1 Cobra og transporthelikopteren Bell UH-1 Iroquois, som er produceret i mere end 10.000 eksemplarer.